# İnegöl Belediyespor ve Gençlik Kulübü 2016-2017
Questa voce raccoglie le informazioni riguardanti l'İnegöl Belediyespor ve Gençlik Kulübü nelle competizioni ufficiali della stagione 2016-2017.

## Organigramma societario
Area direttiva
- Presidente: Alinur Aktaş

Area tecnica
- Allenatore: Bahadır Aksoy
- Allenatore in seconda: Ertuğrul Erdoğan
- Scoutman: Mustafa Ak

## Rosa
| N° | Nome                 | Ruolo | Data di nascita   | Nazionalità sportiva |
| -- | -------------------- | ----- | ----------------- | -------------------- |
| 1  | Salih Özdemir        | L     | 10 settembre 1993 | Turchia              |
| 2  | Gökhan Çatal         | P     | 14 febbraio 1990  | Turchia              |
| 3  | Mehmet Almaz         | C     | 1º gennaio 1984   | Turchia              |
| 4  | Cansın Çınar         | C     | 13 febbraio 1990  | Turchia              |
| 5  | İbrahim Başaran      | C     | 13 luglio 1985    | Turchia              |
| 6  | Tunç Ayhan           | O     | 27 ottobre 1993   | Turchia              |
| 7  | Beytullah Hatipoğlu  | S     | 24 febbraio 1992  | Turchia              |
| 8  | Gazmend Husaj        | S     | 23 dicembre 1987  | Albania              |
| 9  | Caner Demirci        | S     | 28 gennaio 1982   | Turchia              |
| 10 | Caner Çiçekoğlu      | P     | 11 maggio 1985    | Turchia              |
| 11 | Özer Özger           | L     | 1º luglio 1983    | Turchia              |
| 13 | Niels Klapwijk       | O     | 19 settembre 1985 | Paesi Bassi          |
| 15 | Görkem Sertel        | C     | 27 ottobre 1992   | Turchia              |
| 16 | Dmitrii Bahov        | S     | 23 ottobre 1990   | Moldavia             |
| 17 | Cansın Hacıbekiroğlu | C     | 12 luglio 1987    | Turchia              |

## Statistiche

### Statistiche di squadra
| Competizione     | Punti | In casa | In casa | In casa | In trasferta | In trasferta | In trasferta | Totale | Totale | Totale |
| Competizione     | Punti | G       | V       | P       | G            | V            | P            | G      | V      | P      |
| ---------------- | ----- | ------- | ------- | ------- | ------------ | ------------ | ------------ | ------ | ------ | ------ |
| Efeler Ligi      | 40,26 | 14      | 8       | 6       | 14           | 5            | 9            | 28     | 13     | 15     |
| Coppa di Turchia | -     | 1       | 1       | 0       | 1            | 1            | 0            | 4      | 3      | 1      |
| Totale           | -     | 15      | 9       | 6       | 15           | 6            | 9            | 32     | 16     | 16     |

G = partite giocate; V = partite vinte; P = partite perse

### Statistiche dei giocatori
| Giocatore        | Efeler Ligi | Efeler Ligi | Efeler Ligi | Efeler Ligi | Efeler Ligi | Coppa di Turchia | Coppa di Turchia | Coppa di Turchia | Coppa di Turchia | Coppa di Turchia | Totale | Totale | Totale | Totale | Totale |
| Giocatore        | P           | PT          | AV          | MV          | BV          | P                | PT               | AV               | MV               | BV               | P      | PT     | AV     | MV     | BV     |
| ---------------- | ----------- | ----------- | ----------- | ----------- | ----------- | ---------------- | ---------------- | ---------------- | ---------------- | ---------------- | ------ | ------ | ------ | ------ | ------ |
| M. Almaz         | 19          | 84          | 60          | 19          | 5           | 4                | 15               | 12               | 3                | 0                | 23     | 99     | 72     | 22     | 5      |
| T. Ayhan         | 16          | 30          | 24          | 3           | 3           | 4                | 0                | 0                | 0                | 0                | 20     | 30     | 24     | 3      | 3      |
| D. Bahov         | 23          | 255         | 206         | 15          | 34          | 4                | 33               | 26               | 5                | 2                | 27     | 288    | 232    | 20     | 36     |
| İ. Başaran       | 26          | 193         | 123         | 45          | 25          | 4                | 45               | 31               | 8                | 6                | 30     | 238    | 154    | 53     | 31     |
| G. Çatal         | 13          | 17          | 2           | 12          | 3           | 3                | 5                | 1                | 2                | 2                | 16     | 22     | 3      | 14     | 5      |
| C. Çiçekoğlu     | 24          | 47          | 18          | 9           | 20          | 3                | 6                | 3                | 1                | 2                | 27     | 53     | 21     | 10     | 22     |
| C. Çınar         | 17          | 39          | 29          | 7           | 3           | 1                | 0                | 0                | 0                | 0                | 18     | 39     | 29     | 7      | 3      |
| C. Demirci       | 6           | 28          | 19          | 7           | 2           | 2                | 0                | 0                | 0                | 0                | 8      | 28     | 19     | 7      | 2      |
| C. Hacıbekiroğlu | 0           | 0           | 0           | 0           | 0           | 0                | 0                | 0                | 0                | 0                | 0      | 0      | 0      | 0      | 0      |
| B. Hatipoğlu     | 27          | 0           | 0           | 0           | 0           | 4                | 0                | 0                | 0                | 0                | 31     | 0      | 0      | 0      | 0      |
| G. Husaj         | 27          | 417         | 345         | 30          | 42          | 4                | 78               | 66               | 6                | 6                | 31     | 495    | 411    | 36     | 48     |
| N. Klapwijk      | 27          | 520         | 447         | 24          | 49          | 4                | 105              | 84               | 9                | 12               | 31     | 625    | 531    | 33     | 61     |
| S. Özdemir       | 6           | 9           | 8           | 1           | 0           | 1                | 0                | 0                | 0                | 0                | 7      | 9      | 8      | 1      | 0      |
| Ö. Özger         | 18          | 2           | 2           | 0           | 0           | 2                | 0                | 0                | 0                | 0                | 20     | 2      | 2      | 0      | 0      |
| G. Sertel        | 27          | 129         | 92          | 24          | 13          | 4                | 14               | 10               | 2                | 2                | 31     | 143    | 102    | 26     | 15     |

P = presenze; PT = punti totali; AV = attacchi vincenti; MV = muri vincenti; BV = battute vincenti